# 24-es busz (Zalaegerszeg)
A zalaegerszegi 24-es jelzésű autóbusz az Autóbusz-állomás és Szenterzsébethegy, Újhegy megállóhelyek között közlekedik. A vonalat a Volánbusz üzemelteti.

## Útvonala
| Szenterzsébethegy, Újhegy felé | Autóbusz-állomás felé |
| --- | --- |
| Autóbusz-állomás vá. – Stadion utca – Balatoni út – Kazinczy tér – Rákóczi Ferenc utca – Ola utca – Hock János utca – Körmendi út (– Novák Mihály utca – Gazdaság utca – Körmendi út) – Teskándi út – Újhegyi út – Erzsébethegyi út – forduló – Erzsébethegyi út – Újhegyi út – Szenterzsébethegy, Újhegy vá. | Szenterzsébethegy, Újhegy vá. – Újhegyi út – Teskándi út – Körmendi út (– Gazdaság utca – Novák Mihály utca – Körmendi út) – Hock János utca – Ola utca – Rákóczi Ferenc utca – Kazinczy tér – Balatoni út – Autóbusz-állomás vá. |

## Megállóhelyei
| 24 (Autóbusz-állomás ⇆ Szenterzsébethegy, Újhegy) | 24 (Autóbusz-állomás ⇆ Szenterzsébethegy, Újhegy) | 24 (Autóbusz-állomás ⇆ Szenterzsébethegy, Újhegy)                    | 24 (Autóbusz-állomás ⇆ Szenterzsébethegy, Újhegy) | 24 (Autóbusz-állomás ⇆ Szenterzsébethegy, Újhegy) | 24 (Autóbusz-állomás ⇆ Szenterzsébethegy, Újhegy) | 24 (Autóbusz-állomás ⇆ Szenterzsébethegy, Újhegy) | 24 (Autóbusz-állomás ⇆ Szenterzsébethegy, Újhegy)           | 24 (Autóbusz-állomás ⇆ Szenterzsébethegy, Újhegy)              |
| Perc (↓)                                          | Perc (↓)                                          | Perc (↓)                                                             | Perc (↓)                                          | Megállóhely                                       | Perc (↑)                                          | Perc (↑)                                          | Perc (↑)                                                    | Átszállási lehetőségek                                         |
| ------------------------------------------------- | ------------------------------------------------- | -------------------------------------------------------------------- | ------------------------------------------------- | ------------------------------------------------- | ------------------------------------------------- | ------------------------------------------------- | ----------------------------------------------------------- | -------------------------------------------------------------- |
|                                                   |                                                   |                                                                      |                                                   | Kórház (Göcseji út) érkező végállomás             |                                                   |                                                   | 18                                                          | 1, 1U, 1Y, 3, 3Y, 5U, 8, 8E, 9U, 10, 10Y, 11, 11A, 11Y, 41, C1 |
| Gyógyszertár (Kossuth utca)                       | 17                                                | 1, 1U, 1Y, 3, 3C, 3Y, 5U, 8, 8C, 8E, 9U, 11, 11A, 11Y, 41            |                                                   |                                                   |                                                   |                                                   |                                                             |                                                                |
| Széchenyi tér                                     | 16                                                | 1, 1U, 1Y, 3, 3C, 3Y, 5, 5C, 5U, 5Y, 8, 8C, 8E, 9U, 11, 11A, 11Y, 41 |                                                   |                                                   |                                                   |                                                   |                                                             |                                                                |
| 0                                                 | 0                                                 | 0                                                                    | Autóbusz-állomás végállomás                       | 22                                                | 17                                                | ∫                                                 | 1A, 2, 2A, 2Y, 5, 5C, 5Y, 9E, 10E, 26, 30, 30A, 30C, 41, C5 |                                                                |
| 2                                                 | 2                                                 | 2                                                                    | Kazinczy tér                                      | 20                                                | 15                                                | 15                                                | 1, 1A, 1E, 1U, 1Y, 10, 10C, 10E, 10Y, 26, 30, 30C, C2       |                                                                |
| 3                                                 | 3                                                 | 3                                                                    | Zrínyi Gimnázium                                  | 19                                                | 14                                                | 14                                                | 1, 1A, 1E, 1U, 1Y, 10, 10C, 10Y, 11, 11A, 11Y, 26           |                                                                |
| 4                                                 | 4                                                 | 4                                                                    | Olai templom (Interspar)                          | 18                                                | 13                                                | 13                                                | 1, 1A, 1E, 1U, 1Y, 10, 10C, 10E, 10Y, 11, 11A, 11Y, 26      |                                                                |
| 6                                                 | 6                                                 | 6                                                                    | Ola, temető (↓) Ola utca - Platán sor (↑)         | 16                                                | 11                                                | 11                                                | 1, 1A, 1E, 1U, 1Y, 10, 10Y, 11, 11A, 11Y, 48, 69, C1, C4    |                                                                |
| 7                                                 | 7                                                 | 7                                                                    | Malom utca (Zala Bútor)                           | 15                                                | 10                                                | 10                                                | 1, 1A, 1E, 1U, 1Y, 69, C1                                   |                                                                |
| 8                                                 | 8                                                 | 8                                                                    | Kiskondás étterem                                 | 14                                                | 9                                                 | 9                                                 | 1, 1A, 1E, 1U, 1Y, 69, C1                                   |                                                                |
| 9                                                 | 9                                                 | 9                                                                    | Hock János utca (Bíbor utca)                      | 13                                                | 8                                                 | 8                                                 | 1, 1A, 1E, 1U, 1Y, 69, C1                                   |                                                                |
|                                                   |                                                   |                                                                      | Teskándi elágazó                                  | 11                                                | 6                                                 | 6                                                 | 1, 1A, 1E, 1U, 1Y, 69, C1                                   |                                                                |
| Andráshida, bolt                                  | 10                                                |                                                                      |                                                   | 1, 1A, 1E, 1U, 69, C1                             |                                                   |                                                   |                                                             |                                                                |
| Andráshida, Szent István utca                     | 9                                                 | 1, 1A, 1E, 1U, 1Y, C1                                                |                                                   |                                                   |                                                   |                                                   |                                                             |                                                                |
| 13                                                | 13                                                | Andráshida, iskola                                                   | 8                                                 |                                                   |                                                   |                                                   |                                                             |                                                                |
| 14                                                | 14                                                | Andráshida, Szent István utca                                        | ∫                                                 | 1, 1A, 1E, 1U, 1Y, C1                             |                                                   |                                                   |                                                             |                                                                |
| ∫                                                 | 15                                                | Andráshida, bolt                                                     | 7                                                 | 1, 1A, 1E, 1U, 69, C1                             |                                                   |                                                   |                                                             |                                                                |
| 11                                                | 16                                                | 16                                                                   | Teskándi elágazó                                  | ∫                                                 | 1, 1A, 1E, 1U, 1Y, 69, C1                         |                                                   |                                                             |                                                                |
| 0                                                 | 12                                                | 17                                                                   | 17                                                | Hűtőipari Zrt. vonalközi végállomás (↓)           | 5                                                 | 5                                                 | 5                                                           | 1U, 69, C1                                                     |
| 1                                                 | 13                                                | 18                                                                   | 18                                                | Vorhota                                           | 4                                                 | 4                                                 | 4                                                           | 1U                                                             |
| 2                                                 | 14                                                | 19                                                                   | 19                                                | Szenterzsébethegy elágazó II.                     | 3                                                 | 3                                                 | 3                                                           | 1U                                                             |
| 4                                                 | 16                                                | 21                                                                   | 21                                                | Szenterzsébethegy, Molnárház                      |                                                   |                                                   |                                                             | 1U                                                             |
| 5                                                 | 17                                                | 22                                                                   | 22                                                | Szenterzsébethegyi utca 32.                       | 1U                                                |                                                   |                                                             |                                                                |
| 6                                                 | 18                                                | 23                                                                   | 23                                                | Szenterzsébethegy, Öreghegy                       | 1U                                                |                                                   |                                                             |                                                                |
| 7                                                 | 19                                                | 24                                                                   | 24                                                | Szenterzsébethegyi utca 32.                       | 1U                                                |                                                   |                                                             |                                                                |
| 8                                                 | 20                                                | 25                                                                   | 25                                                | Szenterzsébethegy, Molnárház                      | 1U                                                |                                                   |                                                             |                                                                |
| 11                                                | 23                                                | 28                                                                   | 28                                                | Szenterzsébethegy, kút                            | 2                                                 | 2                                                 | 2                                                           | 1U                                                             |
| 13                                                | 25                                                | 30                                                                   | 30                                                | Szenterzsébethegy, Újhegy végállomás              | 0                                                 | 0                                                 | 0                                                           | 1U                                                             |